# Gianna Nannini (album)
Gianna Nannini, pubblicato nel 1976, è il primo album discografico dell'omonima cantante italiana, distribuito dalla Dischi Ricordi..

## Tracce
1. Come un angelo - 4.00
2. Storia di un sorriso - 3.40
3. E poi viaggiai - 3.51
4. Un'anima di sughero - 4.11
5. Addio - 4.07
6. Ti avevo chiesto solo di toccarmi - 4.26
7. Fantasia - 4.25
8. Ma lasciati andare - 3.23
9. Morta per autoprocurato aborto - 3.25
10. Il pastore - 3.35

## Formazione
- Gianna Nannini – voce, pianoforte
- Massimo Luca – chitarra acustica
- Claudio Fabi – tastiera, sintetizzatore
- Paolo Donnarumma – basso
- Claudio Bazzari – chitarra acustica, chitarra elettrica
- Gianni Dall'Aglio – batteria
- Randy Jackson – chitarra acustica
- Pier Luigi Mucciolo – flicorno
- Claudio Pascoli – sassofono soprano
- Piero Dosso – fagotto
- Stefano Montanari – corno inglese